# 이케다 미쓰마사

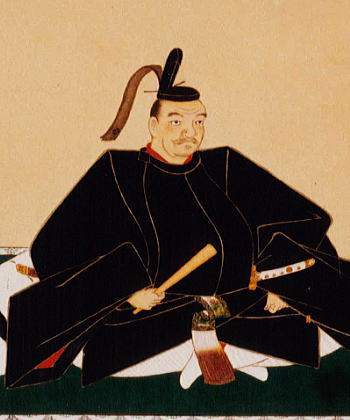
이케다 미쓰마사 상

이케다 미쓰마사(일본어: 池田光政, 1609년 ~ 1682년)는 에도 시대 전기의 도자마 다이묘로서 하리마 히메지번 제3대 번주, 이나바 돗토리번주, 비젠 오카야마번 초대 번주이다. 개명 전의 이름은 요시타카(幸隆).
히메지 번 제2대 번주 이케다 도시타카의 장남이고 어머니는 에도 막부 제2대 쇼군 도쿠가와 히데타다의 양녀이자 사카키바라 야스마사의 친딸 쓰루(鶴)이다.

## 같이 보기
- 시즈타니 학교
- 구마자와 반잔

| 전임 이케다 도시타카 | 제3대 히메지번 번주 (이케다 종가) 1616년 ~ 1617년 | 후임 혼다 다다마사 |

| 전임 이케다 나가요시 | 돗토리번 번주 (이케다 종가) 1617년 ~ 1632년 | 후임 이케다 미쓰나카 |

| 전임 이케다 다다카쓰 | 제1대 오카야마번 번주 (이케다 종가) 1632년 ~ 1672년 | 후임 이케다 쓰나마사 |